# Piledriver (microarquitectura)
Piledriver es una microarquitectura desarrollada por AMD como sucesora de Bulldozer. Su principal destino son los equipos de escritorios, móviles y servidores.
Los cambios sobre Bulldozer son muchos. Piledriver usa el mismo diseño de "módulos" con mejoras en las tareas de predicción y de enteros/coma flotante, y en el consumo de energía. En la práctica la velocidad de reloj se incrementa en un 8–10% y las prestaciones aumentan alrededor de un 15% con el mismo consumo de energía. El FX-9590 es alrededor de un 30–35% más rápido que el FX-8150 basado en Bulldozer, principalmente debido a una mayor velocidad de reloj.
Los productos basados en Piledriver fueron comercializados el 15 de mayo de 2012 con la serie para dispositivos móviles AMD Accelerated Processing Unit (APU) Trinity. Las APU para equipos de escritorio fue lanzada a principios de octubre de 2012 y la serie FX de CPU basadas en Piledriver fue lanzada hacia fin de ese mes. Los procesadores para servidores Opteron basados en Piledriver fueron anunciados para principios de diciembre de 2012.

## Diseño
Piledriver incluye mejoras sobre la arquitectura Bulldozer original:
- Clustered Multi-Thread
- Mayores velocidades de reloj
- Mejoras en las instrucciones por ciclo (IPC)
- Consumo y temperaturas menores
- Turbo Core 3.0
- Controlador de memoria integrado más rápido
- Divisor fijo por hardware
- Prefetching y Predictor de saltos mejorados
- Programación de coma flotante y enteros mejorada
- Soporte para Advanced Vector Extensions (AVX)1.1,[8][9] FMA3, FMA4, F16C,  BMI1 y TBM
- Mejoras en la eficiencia de las cachés L1 translation lookaside buffers (TLB) y L2
- Tecnología Cyclos resonant clock mesh (RCM)[10]
- Potencia de diseño térmico (TDP) de 17–220 W
- Video Codec Engine